# Crissay-sur-Manse
Crissay-sur-Manse é uma comuna francesa na região administrativa do Centro, no departamento Indre-et-Loire. Estende-se por uma área de 7,46 km². Em 2010 a comuna tinha 106 habitantes (densidade: 14,2 hab./km²).
Pertence à rede das As mais belas aldeias de França.